# Худиксвалль
Худиксвалль (швед. Hudiksvall) — город в Швеции, расположенный в Евлеборгском лене. Административный центр Худиксвалльской коммуны. Один из центров исторической провинции Хельсингланд.
Численность населения — 15 015 человек (2006). Площадь — 9,71 км². Расположен на побережье Ботнического залива примерно в 250 км к северу от Стокгольма.

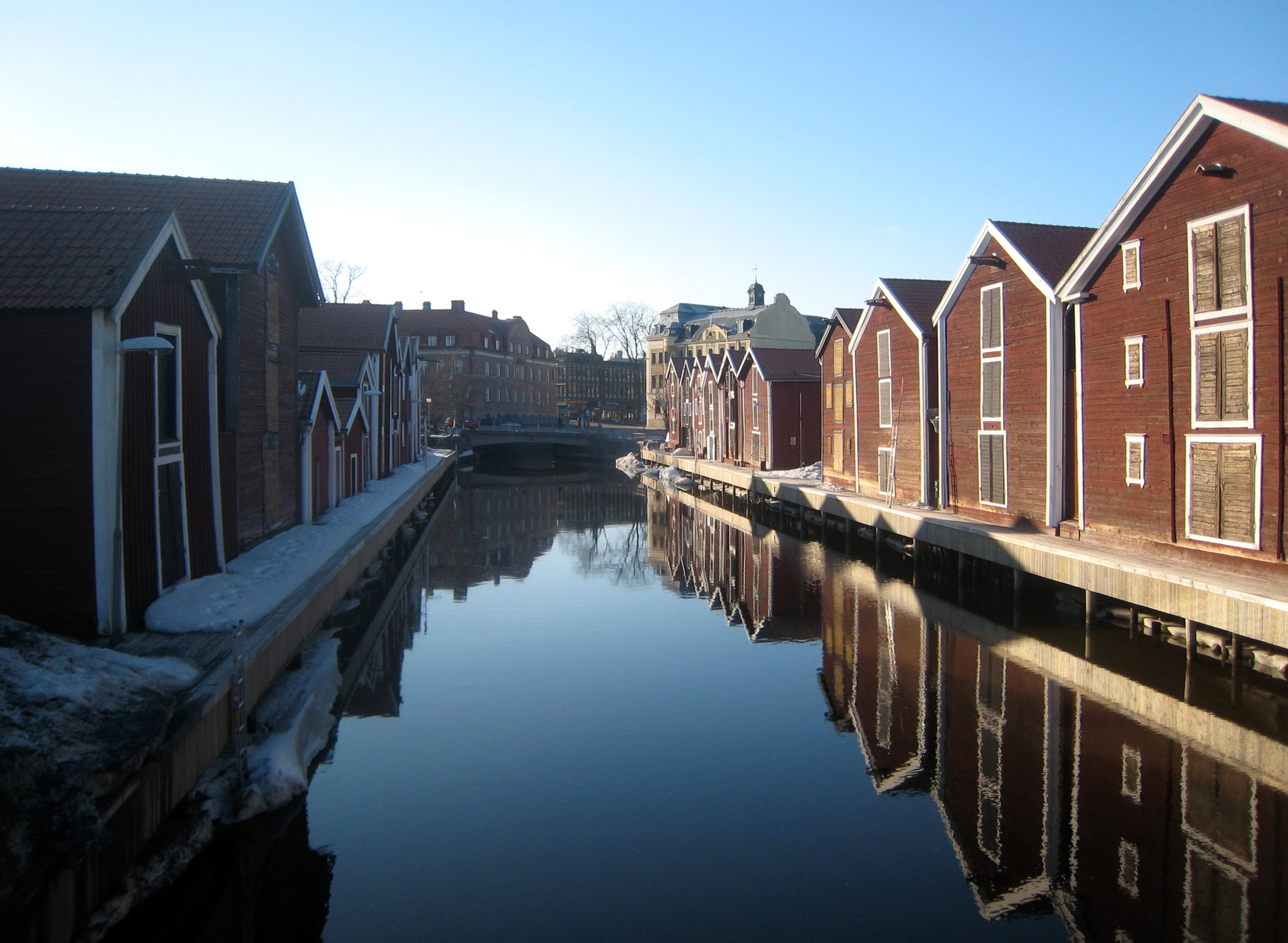
Худиксвалль

В городе расположен завод по производству мобильных телефонов. Также в городе расположен завод по производству гидравлических насосов SunFab. Имеется курорт на побережье.
Хоккейный клуб имеет стадион на пять тысяч зрителей. Ежегодно летом работает детский хоккейный лагерь. В лагере дают мастер-классы многие известные шведские хоккеисты. 